# Mahmoud Hassan Pasha
Mahmoud Hassan Pascha (* 7. Mai 1893 in Kairo) war ein ägyptischer Diplomat.

## Leben
Mahmoud Hassan Pascha war der Sohn von Aziza Toppozada und Hassan Pasha Mahmoud. Er schloss 1917 ein Studium der Rechtswissenschaft ab und trat im Juli 1919 als Sekretär in das ägyptische Innenministerium ein, das ihn im Mixed Court Parquet in al-Mansura beschäftigte. Als er 1924 Vorsitzender des Mixed Court Parquet wurde, durfte er 1925 in den auswärtigen Dienst treten und fungierte als Gesandtschaftssekretär zweiter Klasse in Brüssel, Paris und Prag. 1930 kehrte er auf das Mixed Court Parquet zurück.
Von 1936 bis 1938 war er Ministre plénipotentiaire in Stockholm und war auch bei der Regierung in Oslo akkreditiert. Anschließend leitete er vom 11. Oktober 1938 bis November 1947 die ägyptische Auslandsvertretung in Washington, D.C. Diese wurde am 10. Oktober 1946 zur Botschaft aufgewertet und Mahmoud Hassan Pasha entsprechend bestallt. Er vertrat die ägyptische Regierungen auf der Konferenz von San Francisco. Dort scheute er sich, den Konflikt der Regierungen Ägyptens und des Vereinigten Königreichs im UN-Sicherheitsrat vorzubringen. Daraufhin reiste im November 1947 Mahmud an-Nukraschi Pascha zur Generalversammlung der Vereinten Nationen nach Lake Success, wo von 1946 bis 1951 das UN-Hauptquartier untergebracht war, und trug seine Forderungen vor. Daraufhin trat Mahmoud Hassan Pasha als Botschafter zurück.